# Günter Glombitza
Günter Glombitza (* 27. Mai 1938 in Breslau, Schlesien; † 28. Mai 1984 in Magdeburg) war ein deutscher Maler und Grafiker. Er war ein bedeutender Maler in der DDR und ist als Schüler von Bernhard Heisig aus der Leipziger Schule hervorgegangen.

## Leben
Günter Glombitza lernte ursprünglich Tischler (Zwickau, 1953 bis 1955). In diesem Beruf war er zunächst in Zwickau und später in Leipzig u. a. im Messebau tätig. Bereits in der Zwickauer Zeit belegte er Mal- und Zeichenkurse.
1959 bis 1961 Wehrdienst in der NVA. 1961 bis 1966 studierte er an der Hochschule für Grafik und Buchkunst in Leipzig. Einer seiner Dozenten war Bernhard Heisig. 1972 hatte er seinen Durchbruch auf der VII. Kunstausstellung der DDR mit dem Ölgemälde Junges Paar (90 × 90 cm, 1970). Zudem gab das Ministerium für Post- und Fernmeldewesen der DDR  zum Tag der Philatelisten 1973 ein Sonderpostwertzeichen mit dem Motiv Junges Paar heraus.
Bis 1976 war Günter Glombitza in Leipzig als Maler und Grafiker tätig, dann siedelte er nach Zerbst über. Neben seiner künstlerischen Tätigkeit leitete er hier auch einen Mal- und Zeichenzirkel. Er hatte mehrere Einzelausstellungen und war an den meisten wichtigen überregionalen Ausstellungen der DDR beteiligt, u. a. von 1972 bis 1988 an allen Kunstausstellungen der DDR in Dresden.

## Stil
Sein Stil entsprach ursprünglich der neuen Sachlichkeit, die in den 1970er Jahren in der DDR populär war. Später wandelte sich sein Stil in Richtung des Phantastischen Realismus, auch mit surrealen Zügen.
In seinen Buchillustrationen lassen sich Anklänge an den Jugendstil erkennen.

## Werke (Auswahl)
Glombitza hinterließ auf Grund seines frühen Todes ein nicht sehr umfangreiches Werk aus Gemälden, Grafiken, Zeichnungen und Buchillustrationen.
- A. Rink (1964, Öl auf Leinwand, Museum der Stadt Zerbst)
- Selbstbildnis (1970, Öl auf Leinwand, Galerie Moritzburg, Halle)
- Junges Paar (90 × 90 cm, 1970)[4]
- Mädchen am Fenster (Öl, 130 × 100 cm, 1971)[5]
- Regenfisch
- Selbstbildnis mit Zeitung (1971)
- Selbstbildnis (1978, Mischtechnik auf Leinwand, Kunstsammlung im Stadtmuseum Jena)
- Zeitschrank (Mischtechnik auf Hartfaser, 110 × 60 cm, 1976)[6]
- La Barrage (Mischtechnik, 78 × 96 cm, 1981)[7]
- 5 dörfliche Ansichten (5 Zeichnungen)
- Diverse Bleistiftzeichnungen
- Diverse Druckgrafik

## Ausstellungen
- Das Museum der Stadt Zerbst zeigt eine ständige Ausstellung mit Werken von Günter Glombitza

## Buchillustrationen (Auswahl)
- Gunter Preuß: Die großen bunten Wiesen. Erzählungen. NL Podium, 1976.
- Heinz Kruschel: Zwei im Kreis. Erzählung. Verlag Neues Leben Berlin, 1979.
- Gunter Preuß: Die Nacht vor dem Gewitter. Erzählungen. Verlag Neues Leben Berlin, 1982. Bestell-Nr. 6427755
- Hannelore Fritzke: Über den Wolken scheint immer die Sonne. Erzählung. Hinstorff Verlag Rostock 1978. Bestell-Nr. 5224163